# Everistas Raišuotis
Everistas Raišuotis (* 4. April 1951 in Buginiai, Rajon Kretinga; † 1996 in Švenčionys) war ein litauischer Choreograf und Politiker.

## Leben
Everistas Raišuotis absolvierte das Studium an der  Musikfakultät Klaipėda am Šiaulių pedagoginis institutas. Von 1973 bis 1985 arbeitete in Kultur- und Bildungseinrichtungen der Rajongemeinde Švenčionys. Von 1985 bis 1992 war er Direktor der Kinderkunstschule Švenčionėliai. Danach, von 1992 bis 1996 war er Mitglied des Seimas, und Mitglied des Ausschusses für Menschenrechte.

## Quelle
- CV

| Personendaten    | Personendaten                                 |
| ---------------- | --------------------------------------------- |
| NAME             | Raišuotis, Everistas                          |
| KURZBESCHREIBUNG | litauischer Choreograf und Politiker (Seimas) |
| GEBURTSDATUM     | 4. April 1951                                 |
| GEBURTSORT       | Buginiai, Rajon Kretinga                      |
| STERBEDATUM      | 1996                                          |
| STERBEORT        | Švenčionys, Litauen                           |